# Ундори
Ундори (рос. Ундоры) — село в Ульяновському районі Ульяновської області Російської Федерації.
Населення становить 3270 осіб. Входить до складу муніципального утворення Ундоровське сільське поселення.

## Історія
Від 2004 року входить до складу муніципального утворення Ундоровське сільське поселення.

## Населення
| 2002 | 2010  | 2021  |
| ---- | ----- | ----- |
| 3406 | ↗3698 | ↘3270 |

## Відомі люди
- Старець Антоній Ундорівський — старець, таємний схимонах, якого місцеві  православнi жителі шанують як святого;
- Микола Федорович Потапов — Заслужений тренер РРФСР з важкої атлетики;
- Юрій Володимирович Попков — фiлософ;
- Петро Никифорович Івашев;
- Василь Петрович Івашев;
- Федір Омелянович Майоров  —  Герой Соціалістичної Праці (1973). У 1947—1955 роках працював трактористом в Ундорівській МТС.